# Halsbandsskogsfalk
Halsbandsskogsfalk (Micrastur semitorquatus) är en fågel i familjen falkar inom ordningen falkfåglar.

## Utseende och läte
Halsbandsskogsfalken är en stor och gänglig falk, med långa gula ben och en lång, avrundad stjärt med smala vita band. Adulta fåglar är vanligen vita under med svarta ”polisonger” som gett den sitt namn. Det finns också former som är mer beigefärgade och sällsynt även svarta. Ungfåglarna har varierande mörk tvärbandning undertill.

## Utbredning och systematik
Halsbandsskogsfalk delas in i två underarter med följande utbredning:
- Micrastur semitorquatus naso – norra centrala Mexiko till Ecuador
- Micrastur semitorquatus semitorquatus – regnskog i norra Sydamerika söderut till Brasilien och norra Argentina

## Levnadssätt
Halsbandsskogsfalken är vida spridd i tropiska skogar, i västra Mexiko även i skogar med tall och ek högt uppe i bergen.

## Bildgalleri

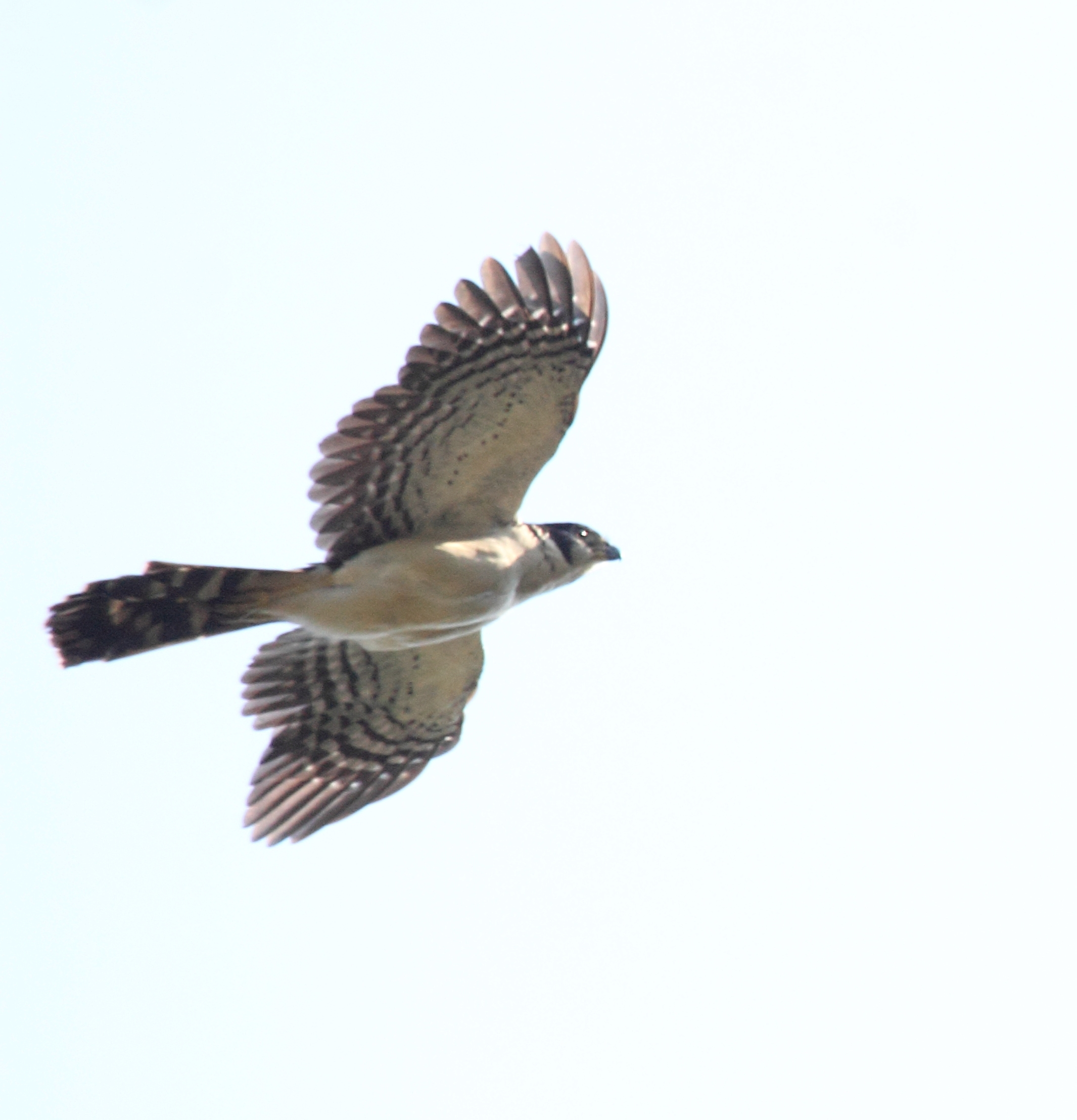

## Status och hot
Arten har ett stort utbredningsområde och en stor population, men tros minska i antal, dock inte tillräckligt kraftigt för att den ska betraktas som hotad. Internationella naturvårdsunionen IUCN listar därför arten som livskraftig (LC). Beståndet uppskattas till i storleksordningen 500 000 till fem miljoner vuxna individer.